# Грачёв, Николай Фёдорович
Никола́й Фёдорович Грачёв (5 декабря 1930, пос. Алексеевский Шиловского района Рязанской области — 11 февраля 2013, Московская область, Россия) — советский военачальник, генерал армии (1991).

## Начало военной службы
С 31 августа 1950 года — в Советской Армии. Окончил Рязанское пехотное училище в 1952 году. Командовал стрелковым взводом, с 1956 года — ротой, в 1958—1962 годах — начальник штаба мотострелкового батальона. Член КПСС. В 1963 году окончил Военную академию имени М. В. Фрунзе. С 1962 года — заместитель начальника штаба мотострелкового полка. С 1964 года — командир мотострелкового батальона. С 1966 года — начальник штаба, а с 1967 года — командир мотострелкового полка. С 1969 по 1971 годы — начальник штаба мотострелковой дивизии.

## На высших военных должностях в Вооружённых Силах Союза ССР
В 1972 году окончил Военную академию Генерального штаба. С 1972 года — командир мотострелковой дивизии. С 1974 года — первый заместитель командующего общевойсковой армией. С июня 1976 года — командующий 2-й гвардейской танковой армией.
С июля 1980 года — начальник штаба Прикарпатского военного округа. С марта 1984 года — командующий войсками Уральского военного округа. С 1987 года — первый заместитель начальника войск Гражданской обороны СССР. С 1989 года — представитель Главнокомандующего Объединённых Вооружённых Сил государств — участников Варшавского договора в Венгерской народной армии.
С 1990 года — Главный военный специалист при Верховном Главнокомандующем Вооружёнными Силами Республики Афганистан, работал в Афганистане до падения правительства Наджибуллы. Воинское звание генерал армии присвоено указом Президента СССР М. С. Горбачёва 6 февраля 1991 года.
Проходил службу в особых условиях: в отдаленной местности на полуострове Чукотка с 15.12.1952 по 5.9.1955 г.; в период с 4.7.1990 года по 26.12.1991 — специальная командировка в Республику Афганистан, принимал участие в боевых действиях; в период с 12 по 15 августа 1987 г., с 14 сентября по 16 сентября 1987 г. и с 24 октября по 23 декабря 1987 г и с 24 октября по 28 октября 1988 г. выполнял служебные обязанности по ликвидации аварии на Чернобыльской АЭС в 30 километровой зоне.
Почётный гражданин поселка городского типа Шилово Рязанской области.
Жена — Грачёва Раиса Васильевна.

## В отставке
В отставке с 1992 года. После создания в 2008 году Службы генеральных инспекторов Министерства обороны Российской Федерации являлся генеральным инспектором Службы до последних дней жизни.
Николай Фёдорович Грачёв скончался 11 февраля 2013 года. Похоронен на Троекуровском кладбище.

## Присвоение воинских званий
- Лейтенант (9 сентября 1952 года)[4]
- Старший лейтенант (14 июня 1954 года)[5]
- Капитан (16 июля 1957 года)[6]
- Майор (27 сентября 1961 года)[7]
- Подполковник (8 февраля 1966 года)[8]
- Полковник (26 февраля 1971 года)[9]
- Генерал-майор (8 мая 1974 года)[10]
- Генерал-лейтенант танковых войск (27 октября 1977 года)[11] Генерал-лейтенант (14 мая 1984 года)[12]
- Генерал-полковник (18 февраля 1985 года)[13]
- Генерал армии (6 февраля 1991 года)[14]

## Награды

### Награды Российской Федерации
- Орден Мужества

### Награды СССР
- Орден Ленина (За успешное выполнение задания по оказанию интернациональной помощи Республике Афганистан)
- Орден Красной Звезды
- Орден Почета
- Орден «За службу Родине в ВС СССР» — 2 степени
- Орден «За службу Родине в ВС СССР» — 3 степени, за достигнутые успехи в боевой и политической подготовке
- Медаль «За отличие в воинской службе» −1 степени (За мужество и самоотверженные действия, проявленные при ликвидации последствий аварии на Чернобыльской АЭС)
- Медаль «За безупречную службу» — I степени
- Медаль «За безупречную службу» — II степени
- Медаль «За безупречную службу» — III степени
- Медаль «Ветеран Вооружённых Сил СССР»
- Юбилейная медаль «За воинскую доблесть. В ознаменование 100-летия со дня рождения Владимира Ильича Ленина»
- Юбилейная медаль «40 лет Вооружённых Сил СССР»
- Юбилейная медаль «Двадцать лет Победы в Великой Отечественной войне 1941—1945 гг.»
- Юбилейная медаль «50 лет Вооружённых Сил СССР»
- Юбилейная медаль «60 лет Вооружённых Сил СССР»
- Юбилейная медаль «70 лет Вооружённых Сил СССР»

### Иностранные награды
- Орден «Солнце Свободы» (Афганистан)
- Орден Красного Знамени (Афганистан)
- Орден «Дружба народов» (Афганистан)
- Орден «Слава» (Афганистан)
- Орден «За храбрость» (Афганистан)
- Орден Гази Эмир Аманнула-хан (Афганистан)
- Медаль «За отвагу» (Афганистан)
- Орден «За заслуги перед Отечеством» (ГДР)
- «Медаль братства по оружию» в золоте (ГДР)
- Медаль «Артур Беккер» в золоте (ГДР)
- Медаль «За укрепление дружбы по оружию» (ЧССР)
- Медаль «Братство по оружию» (ПНР)
- Медаль «30-я годовщина Революционных Вооруженных сил Кубы»
- Медаль «30 лет победы над милитаристской Японией» (Монголия)

## Память
В посёлке Шилово на здании средней школы № 2 установлена мемориальная доска. Постановлением администрации города Екатеринбурга от 18.6.2025 № 1284 объекту городской среды - скверу, расположенному в Октябрьском районе города присвоено наименование - "Генерала Грачева". 